# Gwalior
Gwalior é uma cidade do estado de Madhya Pradesh, na Índia. Localiza-se no centro do país. Tem cerca de 917 mil habitantes. Foi capital de um principado semi-independente até 1947.

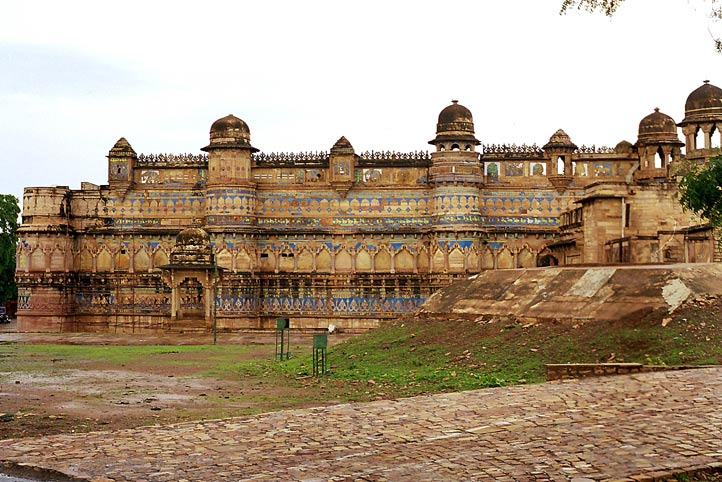
Forte de Gwalior